# Nemipterus aurifilum
Nemipterus aurifilum là một loài cá biển thuộc chi Nemipterus trong họ Cá lượng. Loài cá này được mô tả lần đầu tiên vào năm 1910.

## Từ nguyên
Từ định danh aurifilum được ghép bởi hai âm tiết trong tiếng Latinh: aureus ("vàng kim") và filum ("sợi chỉ"), hàm ý đề cập đến tia vây đuôi vươn dài thành sợi có màu vàng rực ở loài này.

## Phân bố và môi trường sống
N. aurifilum là loài đặc hữu của bờ đông Úc, trải dài từ trung tâm Queensland đến phía bắc New South Wales. Loài này cũng được ghi nhận ở phía nam Papua New Guinea và Fiji, nhưng có thể đó là do nhận dạng sai.
N. aurifilum sống trên nền đáy cát và bùn ở vùng nước ngoài khơi, độ sâu khoảng 18–220 m.

## Mô tả
Chiều dài cơ thể lớn nhất được ghi nhận ở N. aurifilum là 22 cm. Loài này khá giống với Nemipterus bathybius, nhưng có thể phân biệt với N. bathybius vì N. aurifilum có thân thon hơn, vùng liên hốc mắt rộng hơn và vây ngực ngắn hơn.
Số gai vây lưng: 10; Số tia vây lưng: 9; Số gai vây hậu môn: 3; Số tia vây hậu môn: 7; Số gai vây bụng: 1; Số tia vây bụng: 5.

## Sinh thái
Thức ăn chủ yếu của N. aurifilum là các loài giáp xác nhỏ. Tuổi thọ lớn nhất của loài này ước tính là 4 năm.

## Sử dụng
N. aurifilum được đánh giá là có thịt ngon nhưng lại không có giá trị thương mại. Cùng với Nemipterus theodorei, N. aurifilum là hai loài cá lượng phổ biến nhất ở bờ đông Queensland. Chúng thường bị đánh bắt tình cờ và đôi khi được giữ lại để bán ở vùng này.